# Ciepłowody (plaats)
Ciepłowody (Duits: Tepliwoda, 1936-1945 Lauenbrunn) is een dorp in het Poolse woiwodschap Neder-Silezië, in het district Ząbkowicki. De plaats maakt deel uit van de gemeente Ciepłowody en telt 1200 inwoners.

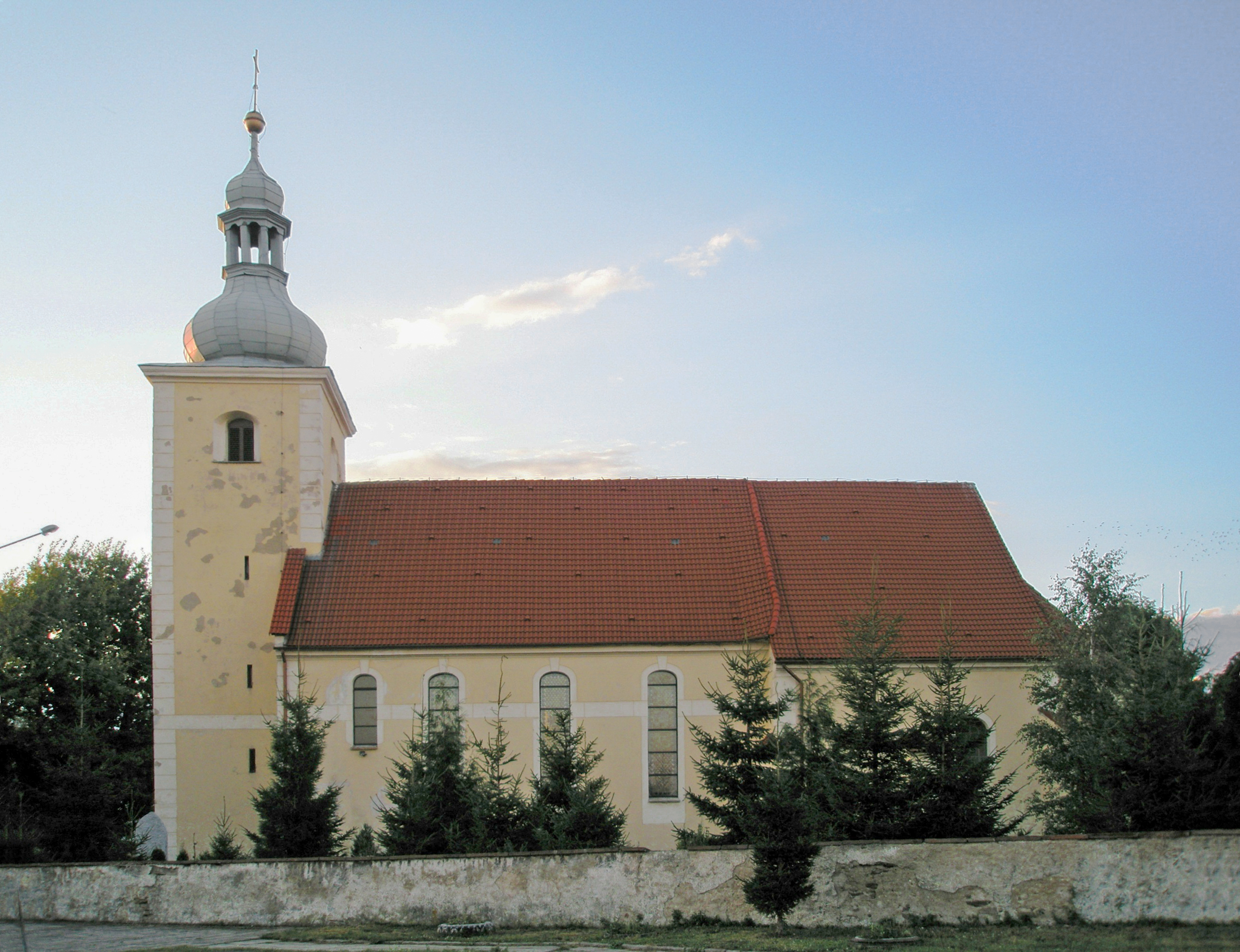
Kerk in Ciepłowody